# Pincio

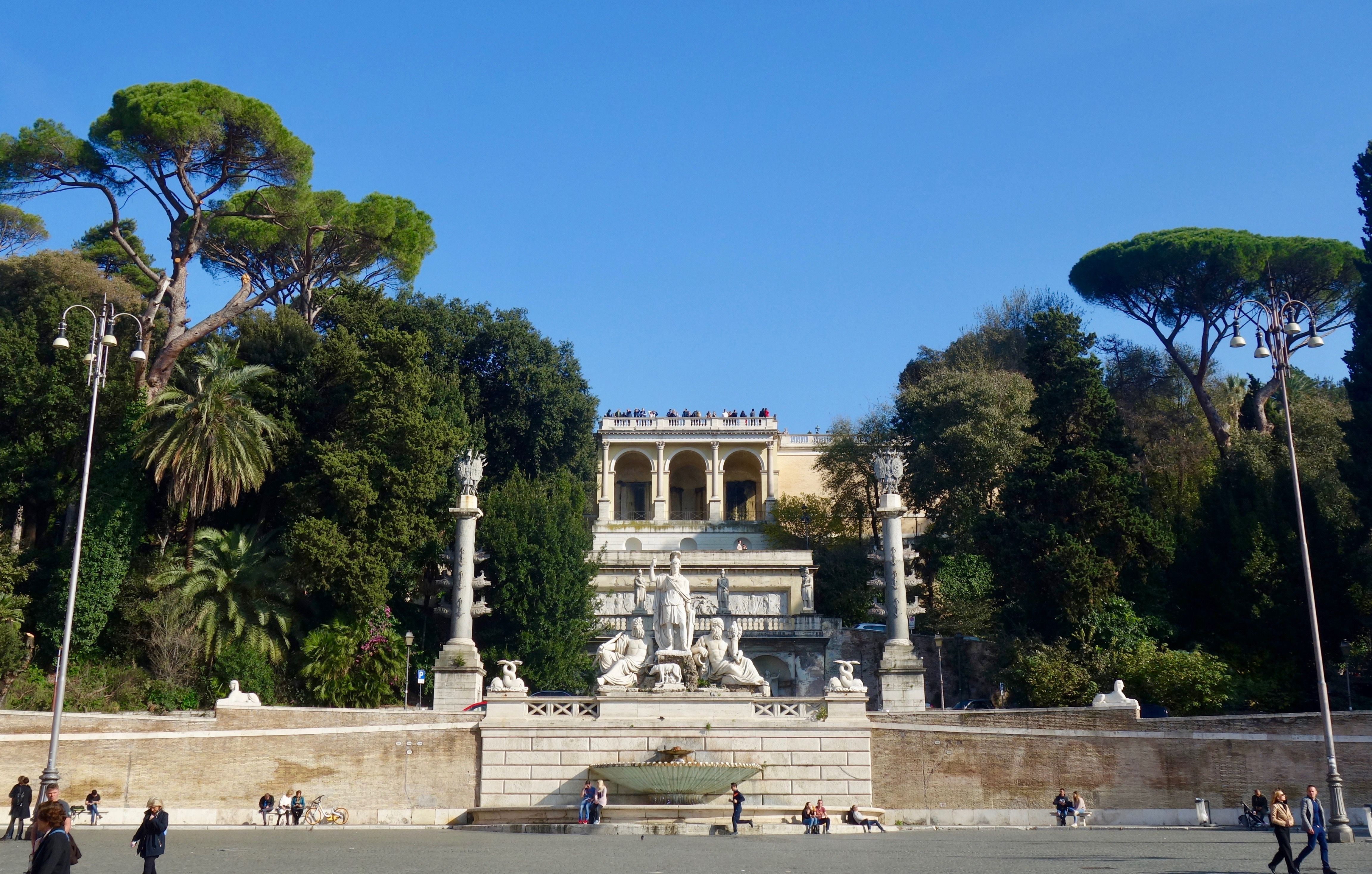
Pincio sedd från Piazza del Popolo

Pincio är en av Roms kullar, belägen i norra delen av staden. Pincio låg utanför det antika Roms ursprungliga stadsgräns och räknas inte in i de klassiska Roms sju kullar. Pincio ligger dock innanför den aurelianska muren som uppfördes av kejsar Aurelianus mellan 270 och 273.
Pinciokullen och dess park strukturerades av Giuseppe Valadier mellan 1809 och 1814.